# میروسلاف پوکورنی
میروسلاف پوکورنی (چکی: Miloslav Pokorný؛ ۵ اکتبر ۱۹۲۶ – ۸ نوامبر ۱۹۴۸) بازیکن هاکی روی یخ اهل چکسلواکی بود.
وی در مسابقات کشوری و بین‌المللی در مجموع برندهٔ ۱ مدال نقره شده‌است.